# 哈雷彗星
哈雷彗星（正式名稱为1P/Halley）是有名的短周期彗星，每隔75-76年就能從地球上被观测到，亦是唯一能用肉眼直接從地球看到的短週期彗星，人的一生中可能经历两次其来访。其他能以肉眼观察到的彗星可能會更壯觀和美麗，但可能要數千年才會出現一次，由此可知是長週期彗星。
至少在西元前240年，或在更早的西元前466年，哈雷彗星返回內太陽系就已經由天文學家觀測和記錄到。在中国、巴比倫和中世紀的歐洲都有這顆彗星出現的清楚記錄，但是當時的观测者並不知道這是同一顆彗星的再出現。英國天文學家愛德蒙·哈雷最先使用開普勒第三定律估算出他的週期，1758-1759年彗星再次来临的时候，這顆彗星被命名为哈雷彗星，以纪念哈雷的工作。哈雷彗星上一次回歸在1986年，而下一次回歸將大約在2061年。
1986年哈雷彗星回歸時，人类第一次用太空船詳細觀察彗星，得到了第一手的彗核結構與彗髮和彗尾形成機制的資料。這些觀測支持一些彗星結構的假設，如弗雷德·惠普的「髒雪球」模型比较正確地预测了哈雷彗星是揮發性冰——水、二氧化碳、和氨－和宇宙塵埃的混合物。資料使科学家建立了更准确的模型運算端；例如，哈雷彗星的表面大部分是宇宙塵埃，沒有揮發性物質，並且只有一小部分是冰。

## 軌道計算
哈雷是第一顆被確認的周期彗星。文藝復興之前，多数哲學家認定彗星的本質是地球大氣中的一種擾動，如亞里斯多德所論述的。第谷在1577年推翻這種想法，他以視差的測量顯示彗星必須比月球更遠。許多人依然不認同彗星軌道是繞著太陽，並且假定它們在太陽系內的路徑是遵循直線行進的。
1687年，艾薩克·牛頓發表了它的《自然哲學的數學原理》，介紹引力和運動的規律。雖然他懷疑在1680年和1681年相繼出現的兩顆彗星是掠過太陽之前和之後的彗星（1680年大彗星，後來發現他是正確的），但因為他的工作還未完成，因此未將彗星放入他的模型中。牛頓的朋友愛德蒙·哈雷在1705年发表《彗星天文學論說》（Synopsis of the Astronomy of Comets），使用牛頓运动定律計算木星和土星的引力對彗星軌道的影響。他檢視歷史的紀錄後，发现1682年出現的这顆彗星與1531年彼得魯斯·阿皮亞努斯、1607年克卜勒觀測的彗星的軌道要素幾乎相同。因此哈雷推斷這三顆彗星是同一顆彗星，週期在75-76年之間。在粗略的估計行星引力對彗星攝動後，預測這顆彗星在1758年將會再接近地球。
雖然直到1758年12月25日，這顆彗星才被德國的一位農夫和業餘天文學家约翰·格奥尔格·帕利奇觀測到，哈雷的預測是正確的。它受到木星和土星攝動延遲的影響618天，直到1759年3月13日才通過近日點。在彗星回歸之前，攝動效應就已經被三位法國數學家亚历克西·克洛德·克莱罗、熱羅姆·拉朗德和妮科尔-雷娜·勒波特組成的小組計算出，他們認爲彗星會在4月13日回歸（計算誤差一個月）。哈雷於1742年逝世，未能活著看見這顆彗星的回歸。彗星回歸的確認，首度證實了除了行星之外，還有其他的天體繞著太陽公轉。這也是牛頓天体物理學最早成功的预测。1759年，法國天文學家尼古拉·路易·拉卡伊將這顆彗星命名為“哈雷彗星”，以纪念愛德蒙·哈雷的工作。
一世紀的猶太天文學家可能已經認為哈雷彗星會週期性出現。提出這理論是注意到在一篇猶太法典的短文中提到：“有一顆星隔70年出現一次，會使船長發生錯誤” 。

## 哈雷彗星的紀錄和聯想

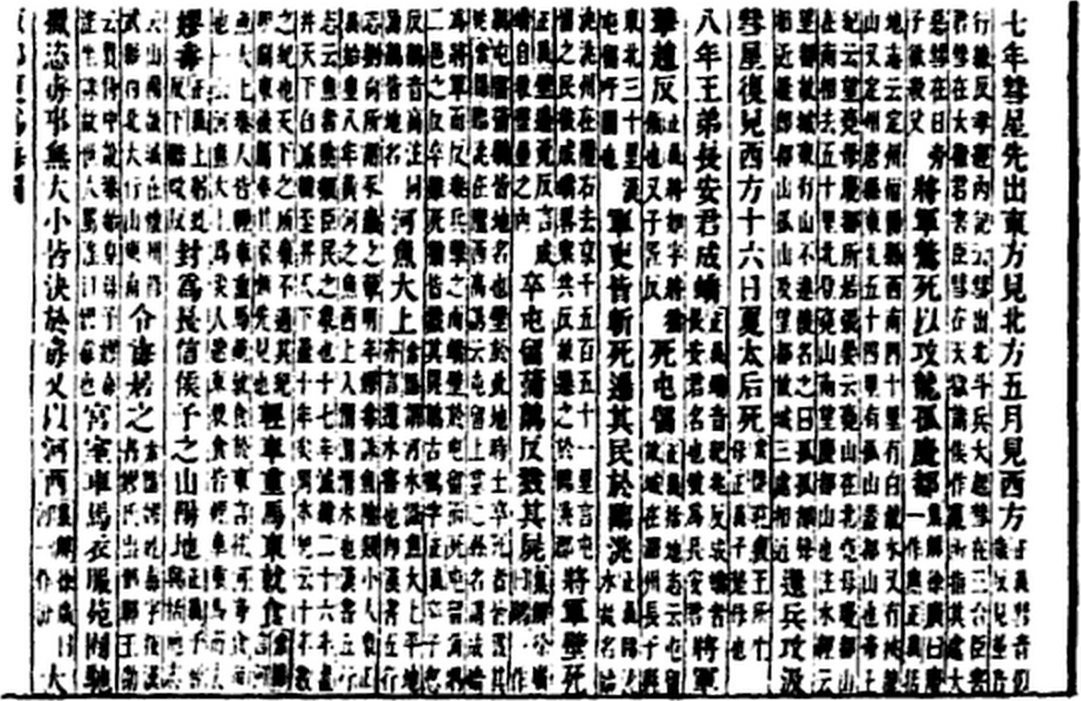
《史記》「始皇七年，彗星先出東方，見北方；五月見西方，十六日」

哈雷彗星的軌道（藍色）相對於外行星的軌道（紅色）

最先和最完備的哈雷彗星紀錄皆在中國；據朱文鑫考證：自秦始皇七年（前240年）至清宣統二年（1910年）共有29次記錄，並符合計算結果。
在歐洲，哈雷彗星的紀錄也十分詳盡，最早的紀錄在前11年，但哈雷彗星回歸與其他彗星一樣，被眾多迷信的居民聯想成稀罕的災星，與災禍联系在一起；1066年4月回歸時，英國剛好遇著诺曼底公爵王朝前的侵略戰爭，當時居民見到彗星高掛的恐懼情況被繪在貝葉掛毯上留傳後世。

### 1066年以前
- 前613年，《春秋》「秋七月，有星孛入於北斗」。
- 前240年，《史記·始皇本紀》「始皇七年，彗星先出東方，見北方；五月見西方，十六日」。（页面存档备份，存于） 。
- 前164年後半，巴比倫的粘土板有記錄。 前163年5月12日 汉文帝后元二年己卯正月壬寅《汉书·天文志》“天欃夕出西南”。
- 前87年7月10日 汉昭帝始元二年《汉书·天文志》“孝昭始元中，汉宦者梁成恢及燕王候星者吴莫如，见蓬星出西方天市垣东门，行过河鼓，入营室中”
- 前12年10月，《新約聖經》有伯利恆之星的說法。前12年10月9日汉成帝元延元年 《汉书·五行志》“元延元年七月辛未，有星孛于东井，践五诸侯，出河戌北，率行轩辕太微，后六日度有余，晨出东方；十三日，夕见西方，犯次妃，锋炎再贯紫宫中；大火当后，达天河，除于后妃之域，南逝度，犯大角摄提，至天市而按节徐行，炎入市中，旬而后西去，五十六日与苍龙俱伏。”
- 66年2月20日汉明帝永平八年《后汉书·天文志》 “永平八年，六月壬午，长星出柳、张三十七度，犯轩辕，刺天船，凌太微，至上阶，凡现五十六日去柳。”
- 607年3月，日本書紀有記錄。[19]隋炀帝大业三年 607 3月18日 《隋书·天文志》

大业三年三月辛亥，长星见西方，竟天，干历奎、娄，至角、亢而没；至九月辛未，转见南方，亦竟天，又干角、亢，频扫太微、帝座，干犯列宿，唯不及参、井，经岁乃灭。
- 684年10月，日本書紀（天武12年）有記録。1493年，歐洲《紐倫堡編年史》編撰者使用的資料來源之一記錄了這一事件[20]，包含事件發生8個世紀後的圖像。

《新唐书·天文志》記錄唐武帝后光宅元年九月丁丑，有星如半月，见于西方。
- 837年3月22日，即唐文宗開成二年二月丙午。這是史上哈雷彗星距地球最近的一次[21][22]，距離僅僅0.03天文單位（320萬英里；510萬公里）。彗星的尾巴在天空中伸展了90度，亮度達到-3等。中國、日本、德國、拜占庭帝國和中東的天文學家都記錄下來這次回歸。皇帝虔誠者路易觀察到了這一現象，並致力於祈禱和懺悔，擔心「王國發生變化及一位王子的死訊傳開」[23]。

《舊唐書·天文志》 
二年二月丙午夜，彗出東方，長七尺餘，在危初度，西指。戊申夜，危之西南，彗長七尺，芒耀愈猛，亦西指。癸丑夜，彗在危八度。庚申夜，在虛三度半。辛酉夜，彗長丈餘，直西行，稍南指，在虛一度半。壬戌夜，彗長二丈，其廣三尺，在女九度。癸亥夜，彗愈長廣，在女四度。三月甲子朔，其夜，彗長五丈，岐分兩尾，其一指氐，其一掩房，在鬥十度。丙寅夜，彗長六丈，尾無岐，北指，在亢七度。文宗召司天監硃子容問星變之由，子容曰：「彗主兵旱，或破四夷，古之占書也。然天道懸遠，唯陛下修政以抗之。」乃敕尚食，今後每日禦食料分為十日。其夜彗長五丈，闊五尺，卻西北行，東指。戊辰夜，彗長八丈有餘，西北行，東指，在張十四度。詔天下放系囚，撤樂減膳，避正殿；先是，群臣拜章上徽號，宜並停。癸未夜，彗長三尺，出軒轅之右，東指，在張七度。
- 989年9月，日本和中国皆有記録。這一年日本永延三年改元為永祚元年。宋太宗端拱二年 989 9月3日 《宋史·天文志》

端拱二年七月戊子，有彗出东井、积水西，青白色，光芒渐长，晨见东北，旬日，夕见西北，历右摄提，凡三十日，至亢没。

### 1066年

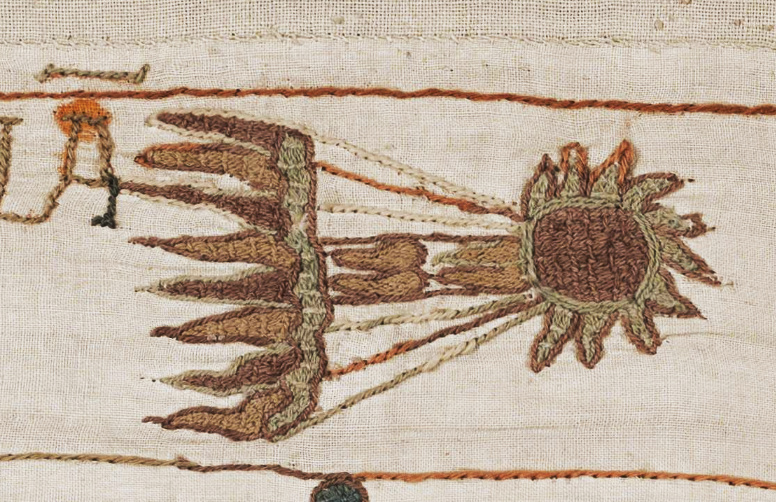
貝葉掛毯上描繪的哈雷彗星

1066年，彗星在英國出現，並被認為是一種預兆：同年晚些時候，英國哈羅德二世在黑斯廷斯戰役中陣亡，征服者威廉奪取王位。這顆彗星出現在貝葉掛毯上，並在標題中被描述為一顆恆星。該時期倖存的記載將其描述為金星大小的四倍，並且發出相當於月球四分之一的光芒。哈雷當時距離地球不到0.1個天文單位，亮度達到-1等。

### 1145年–1378年
- 1145年4月，日本天養二年改元為久安元年。宋高宗绍兴十五年 1145 4月18日 《宋史·天文志》

绍兴十五年四月戊寅，彗星见东方。丙申复见于参度。五月丁巳，化为客星，其色青白。壬戌留守张，至六月丁亥乃销。 
- 1301年10月，中国的《元史》中皆有記載。元成宗大德五年 1301 10月27日 《元史·天文志》

大德五年八月庚辰，彗出东井二十四度四十分，如南河大星，色白，长五尺，直西北，后经文昌、斗魁，南扫太阳，又扫北斗、天机、紫微垣、三公、贯索，星长丈余，至天市垣，巴蜀之东，梁楚之南，宋星上，长盈尺，凡四十六日而灭。

### 1835年回歸
1835 年，E. J. 庫柏在愛爾蘭馬克里天文台使用口徑為 340 毫米（13.3 英寸）的巴黎考喬瓦透鏡望遠鏡繪製了哈雷彗星的草圖。
F.W. Bessel也畫了哈雷彗星的草圖。1835年，天文學家在彗星出現期間觀察到的噴流促使弗里德里希·威廉·貝塞爾認為蒸發物質的噴射力可能足以顯著改變彗星的軌道。
世界各地的著名天文學家從1835 年8 月開始進行觀測，其中包括多帕特天文台的斯特魯維和好望角進行觀測的約翰·赫歇爾爵士。在美國，耶魯大學使用望遠鏡觀測彗星。新的觀測結果有助於證實這顆彗星的早期紀錄，包括1456年和1378年的回歸。
1835年8月31日，天文學家D. Olmstead和E. Loomis 在康乃狄克州耶魯大學首次報告了這顆彗星。在加拿大紐芬蘭和魁北克也都有彗星觀測報告。1835年後期，來自各地的報道紛紛湧來，當時的加拿大報紙也經常對此進行報道。
天文攝影在1839年出現，因為攝影技術直到在1830年代才發明，故1835年回歸沒有拍攝記錄。
哈雷彗星在1835年與1910年之間回歸週期只有74.42 年，這是已知的最短回歸週期之一，彗星在行星的影響下，回歸週期曾長達79年。

### 1910年之回歸

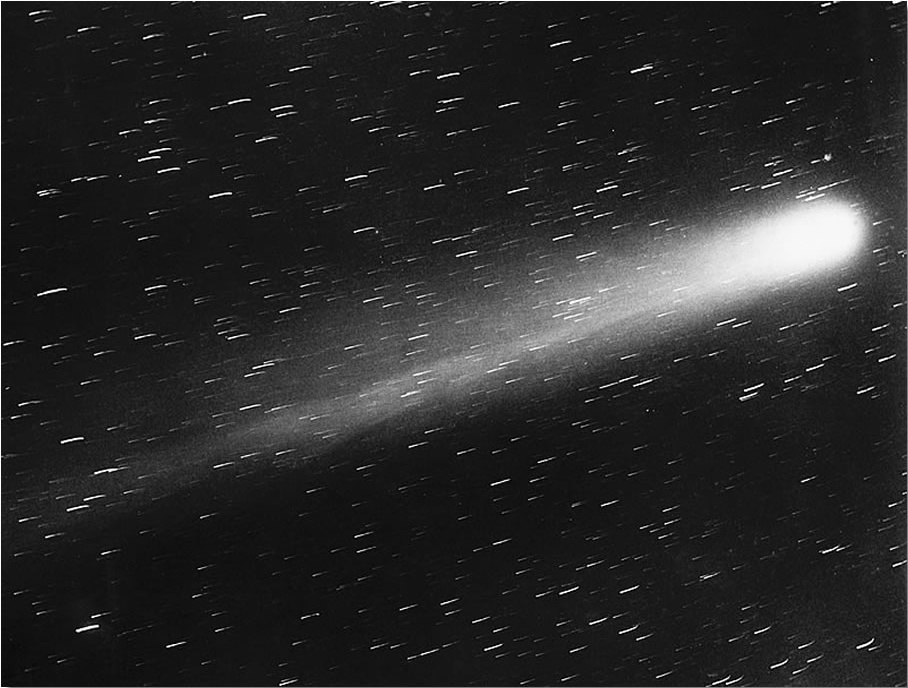
哈雷彗星1910年回歸

直至1910年回歸時，部分民众仍對哈雷彗星充滿恐懼。當時經算出來的結果顯示：過近日點後的哈雷彗星彗尾將掃過地球，有報紙故意誇大其恐怖性，称彗尾中有毒氣会滲入大氣層，並毒死地球上大部份人，正如科学家所预料的，这种情况并未发生。不过，哈雷彗星的光谱分析发现了彗星的彗尾中含有氰（一种毒气），这导致公众担心地球通过尾巴时会被氰毒化。不过，由于彗尾中的氰含量极少，扩散到大气层后并不足以毒死人。當時有些偏僻村落的人感到異常恐慌，報導称中歐和東歐甚至有人因此自殺。
這次回歸開始，哈雷彗星有了照片和光譜紀錄；是次回歸最早在1909年9月11日被發現，當時彗星光度16等；1910年5月中旬直至月底的彗核亮度達2-3等，5月17日彗尾長達100度，往後更發展至140度之長。由於天文學家已預計5月20日地球經過哈雷彗星的彗尾（兩者相距只有0.15 AU），這樣引起包括氣象學研究人員對環境的監測。這段時間拍下的彗頭照片顯示彗頭複雜動蕩的結構，並且有暈狀和鳥冠狀的光芒，5月24日彗核中心分為兩個，各被拋物線狀物包圍；當年8月時為9等星，翌年1月時變為13～14等，那次回歸最後觀測紀錄是1911年6月16日。

### 1986年之回歸

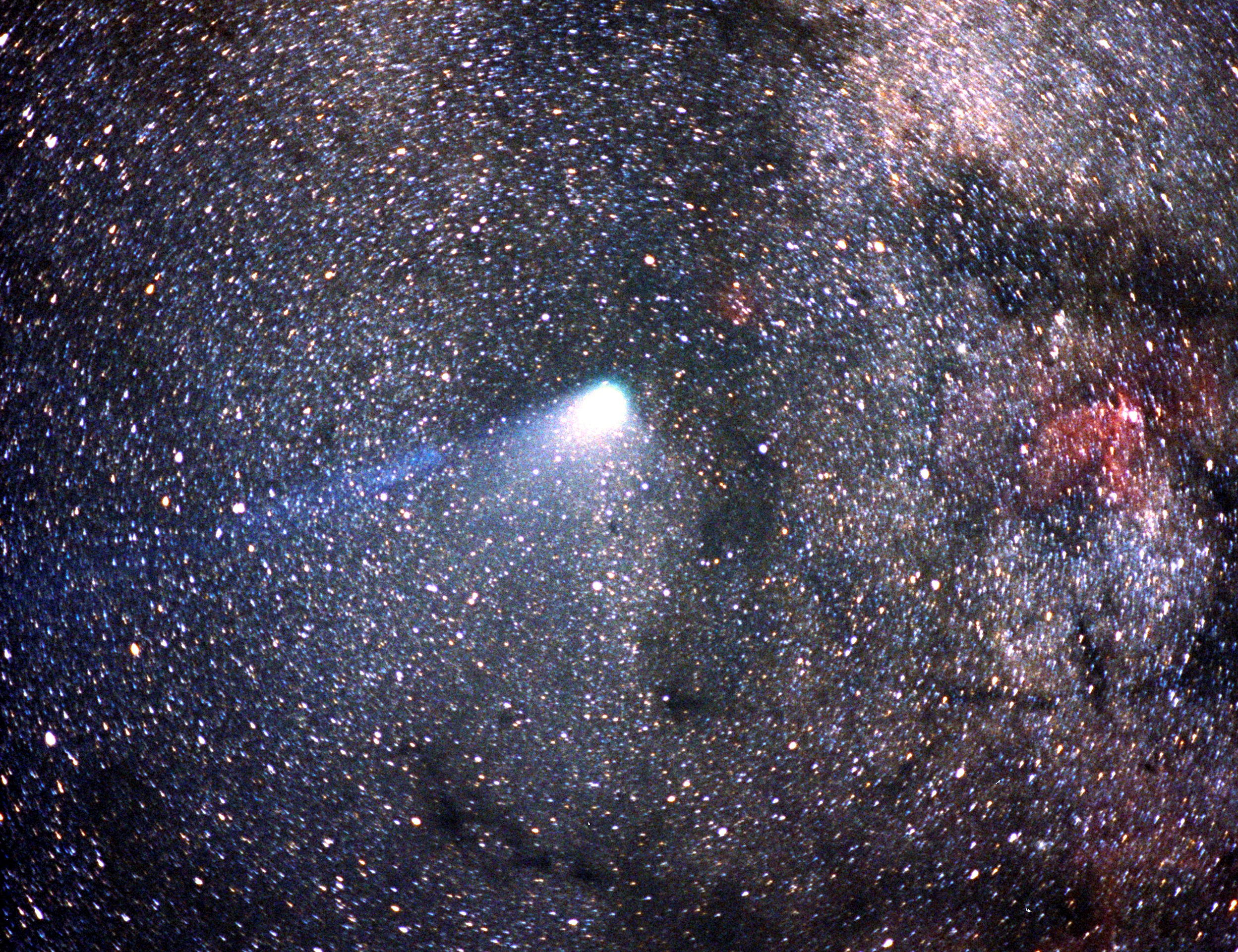
哈雷彗星1986年回歸

哈雷彗星1986年的回归是人类有史以来作對它所作的最詳盡的一次觀測，尽管这次回归它远远没有以往回归时那样的明亮。假如没有现代的观测与分析工具，这一次回归可能不被人们发现。
1982年10月16日美國帕洛马山天文台5米反射望遠鏡以CCD率先捕捉到回归途中的哈雷彗星，當時光度為24.2等，距離太陽11天文單位，即位於木星及土星之間，暫定名為1982I。
由於1910年觀測時沒有計畫，當時各天文台觀測方法和儀器上沒有互相連系，故沒有良好成果。為更有效協調全球觀測網絡，世界各天文台和天文愛好者之間聯合觀測。以美國喷气推进实验室為中心，由美國太空總署贊助，並經國際天文聯會由22位天文學家組成委員會於1982年8月16日在希臘舉行的國際天文學聯合會第18次全體會議上正式成立「國際哈雷彗星觀測計畫」（International Halley Watch，IHW）。計畫有統一的觀測原則，出版規範觀測資料和方法，也考慮資料整理，因此使比較研究更容易。此計畫由1983年10月中旬開始直至1987年末，不間斷的對哈雷彗星觀測。
為了觀察哈雷彗星，當時參加這場國際哈雷彗星觀測計畫的國家所屬太空中心中，美國國家太空總署、前蘇聯太空局、歐洲太空總署以及日本宇宙空間研究所發射了七架宇宙探查器，其中由美國發射的ICE、歐洲發射的喬托號、日本發射的先驅號和彗星號以及前蘇聯發射的維加一號和二號，在天文迷中普遍被稱作「哈雷艦隊」。
1991年2月，南歐天文台以1.54米丹麥望遠鏡觀測到哈雷彗星的亮度突然從25等增亮至21.5等，並冒出20角秒（約20萬公里）的彗髮，這可能是受到一顆小行星的撞擊或者太陽耀斑的激波激發所致。

### 21世紀的觀測
在20世紀最後一次在拍攝中發現哈雷彗星為1994年1月10日，以智利的3.58米新技術望遠鏡（New Technology Telescope）觀測。2003年3月6日，天文學家以南歐天文台三座8.2米VLT望遠鏡在長蛇座頭部再次拍到它（81張照片，共計九小時曝光），距地球27.26 AU（40.8億公里），光度28.2等；天文學家相信：以現時觀測技術，即使它在2023年過遠日點（35.3 AU）還要暗2.5倍之下，也可拍到其影像。

### 2061年之回歸
哈雷彗星的下一次通過近日點發生在2061年7月28日，與1985-1986年回歸相比，這次觀測位置更好，因為彗星將與地球位於太陽系同一側。屆時哈雷彗星最接近地球將是近日點後一天。預計當時亮度為視星等−0.3等，相較之下1986年亮度為僅為視星等2.1等 。 2060年9月9日，哈雷彗星將經過木星0.98 AU（147,000,000公里）範圍內，然後在2061年8月20日經過金星0.0543 AU（8,120,000公里）範圍內。

### 2134年之回歸
哈雷彗星將於2134年3月27日抵達近日點。2134年5月7日，哈雷彗星將經過地球附近，距離0.092 天文單位（13,800,000 公里）。屆時視星等預計為-2.0等。

## 相關流星雨
- 獵戶座流星雨
- 寶瓶座η流星雨